# آن بانی
آن بانی (انگلیسی: Anne Bonny) (احتمالاً بین ۱۶۹۷ تا آوریل ۱۷۸۲ میلادی) یک زن ایرلندی و معروفترین دزد دریایی زن در تمام دوران بود که در محدودهٔ دریای کارائیب فعالیت می‌کرد. اطلاعات کمی که از زندگی او موجود است بر اساس تاریخ عمومی دزدان دریایی نوشتهٔ کاپیتان چارلز جانسون می‌باشد.

## زندگی‌نامه
آن بانی با نام اصلی آن مک‌کورمک (McCormac) در حدود سال ۱۷۰۰ میلادی در کورک (ایرلند) به دنیا آمد. او دختر نامشروع زن خدمتکاری به نام مری برنان، و یک وکیل ایرلندی به نام ویلیام مک‌کورمک که ثروتمند بود است. پدرش برای مخفی ماندن ماجرا از خانواده همسرش به لندن نقل مکان نمود و برای پنهان نگه داشتن دختر، با پوشاندن لباس پسران، او را اندی صدا می‌کرد و به عنوان کارمند دفتر خود جا زد. هنگامی که همسرش متوجه موضوع شد کمک خرجی او را قطع نمود و ناچار پدرش به همراه مری برنان به کارولینا در آمریکا نقل مکان نمود. پدر بانی پیشوند اصلی «مک» را از نام خانوادگی خود برداشت تا راحت‌تر در شهر چارلستون، کارولینای جنوبی جاگیر شوند. در این شهر شروع خوبی نداشتند اما کورمک با تلاش و آگاهی از قوانین، شروع به خرید و فروش کالا کرد و به زودی خانه‌ای در شهر و مزرعه‌ای در خارج از شهر تهیه نمود. بانی در ۱۲ سالگی مادر خود را از دست داد. تلاش‌های پدر بانی برای وکالت به نتیجه خوبی نرسید اما به عنوان تاجر، ثروت زیادی به دست آورد و ثروتمند شد.
گفته می‌شود او موهای قرمز به همراه اخلاق تندی داشت چنان‌که دختر خدمتکاری را در ۱۳ سالگی با چاقو مجروح نموده‌است.
او با یک ملوان فقیر به نام جیمز بانی ازدواج کرد. جیمز انتظار داشت که از ثروت پدر زن خود سود جوید اما این‌گونه نشد و پدر بانی ازدواج آنها را تایید ننمود و آنها را از خانه خود راند.
گفته می‌شود بانی به تلافی این بی‌مهری و به‌منظور انتقام، پدر خود را به آتش کشیده است اما هیچ منبعی برای این موضوع پیدا نشده‌است.
با این حال، مشخص است که بین سالهای ۱۷۱۴ و ۱۷۱۸ میلادی، او و همسرش جیمز بانی به جمهوری دزدان دریایی (ناسائو، نیو پراویدنس) نقل مکان نمودند.
پس از روی کار آمدن فرماندار وودز راجرز در تابستان سال ۱۷۱۸ میلادی، جیمز بانی خبرچین فرماندار شد. جیمز بانی به فرماندار راجرز دربارهٔ دزدان دریایی در این منطقه گزارش می‌داد، در نتیجه تعداد زیادی از دزدان دریایی دستگیر شدند. اما بانی از خبرچینی شوهرش برای فرماندار راجرز، ناراضی بود.

## دزدی دریایی
آن بانی، در باهاما بیشتر وقت خود را در میخانه‌ها با دزدان دریایی می‌گذراند که با کالیکو جک دزد دریایی معروف دوست شد آنها عاشق هم شدند و در نهایت کالیکو جک به شوهر بانی پیشنهاد پول داد تا از او جدا شود وقتی شوهرش نپذیرفت او را تهدید به ضرب و شتم نمود و در نهایت آنها با هم فرار کردند و بانی به عنوان یک مرد عضو خدمه کشتی راکام (کالیکو جک) شد و تنها از زن بودن او راکام و ماری رید خبر داشتند. این پنهان‌کاری تا زمان بارداری او ادامه داشت. سپس راکام او را در کوبا پیاده کرد و او پسری به دنیا آورد. وی سپس به عضویت خدمه راکام بازگشت و زندگی دزدان دریایی را ادامه داد. در دریا و روی کشتی از شوهرش طلاق گرفت با راکام ازدواج کرد. سپس بانی، راکام و رید در لنگرگاه بندر ناسائو کشتی ویلیام را به سرقت برده و به دریا زدند. راکام دو زن جدید را به عنوان خدمه جذب کرد. خدمهٔ آن‌ها سالها در جامائیکا و مناطق اطراف آن مستقر بودند. بانی در کنار مردان در جنگ شرکت می‌کرد و فرماندار راجرز طی بخشنامه‌ای او را در دستهٔ «دزدان دریایی تحت تعقیب» قرار داد که در نشریه بوستون نیوز منتشرشد.

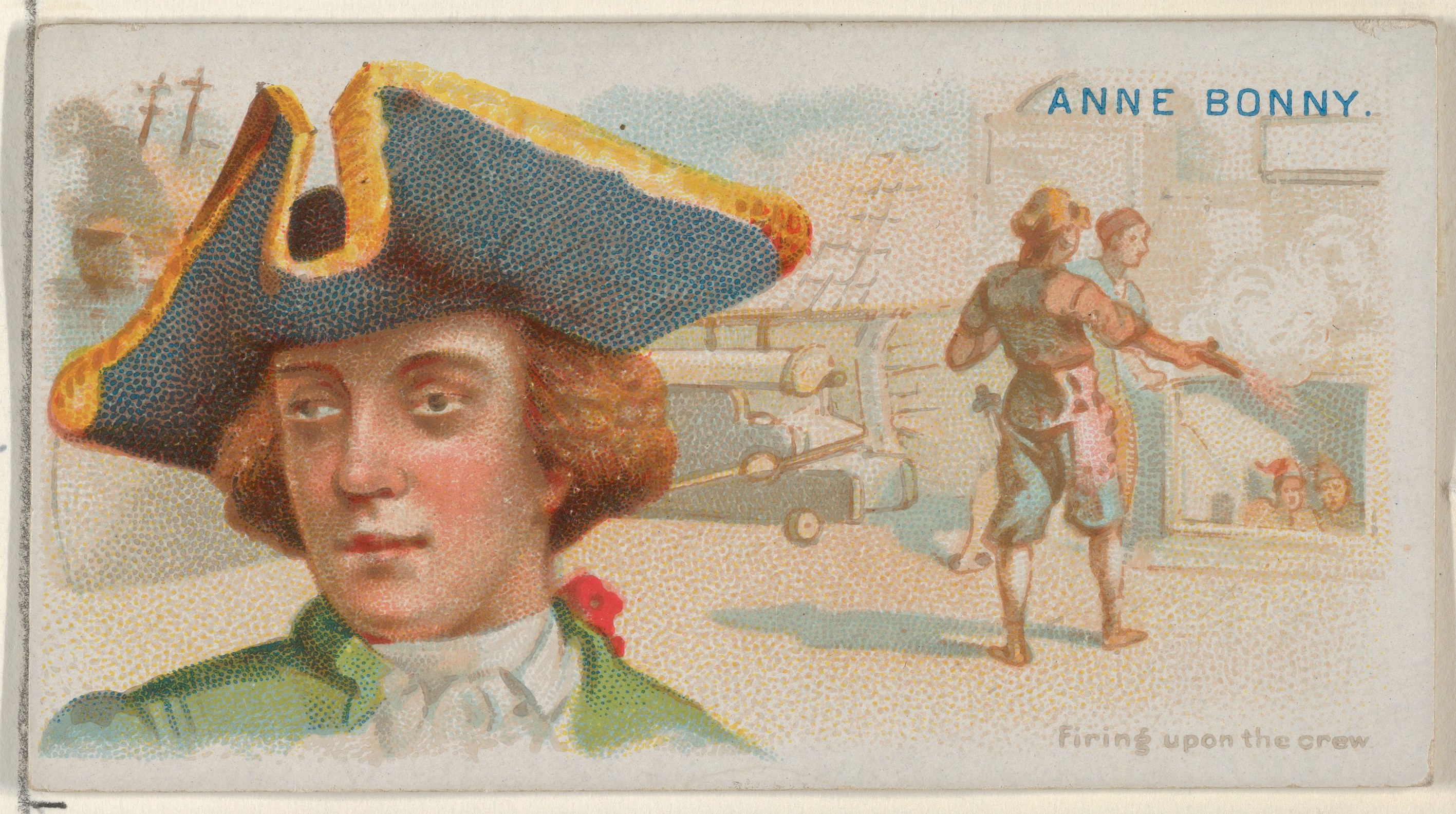
آن بانی، از دزدان دریایی و از خدمه، کالیکو جک

## دستگیری
کار بانی در اکتبر ۱۷۲۰ میلادی پایان یافت چون راکام و خدمۀ وی توسط چندین شکارچی دزدان دریایی که به دستور نیکلاس لوس، فرماندار جامائیکا استخدام شده بودند مورد حمله قرار گرفتند. بیشتر دزدان دریایی راکام بدلیل مستی زیاد مقاومت کمی نشان دادند. آنها به جامائیکا منتقل شدند و در آنجا توسط وکلز محکوم و به دار آویخته شدند. به گفتهٔ جانسون، آخرین سخنان بانی به راکام این بود: «اگر شما مانند یک مرد می‌جنگیدید، دیگر نیازی نبود مانند یک سگ آویخته باشید.» 

## سرانجام
مری رید و بانی به سبب بارداری، از دادگاه تقاضای عفو نمودند و دادگاه، تضمین داد که تا هنگام زایمان ایشان، اعدام را به تعویق خواهد انداخت. مری رید در زندان و به احتمال بسیار زیاد از تب ناشی از زایمان درگذشت. آن بانی تا هنگام وضع حمل در زندان ماند و پس از آن، از سرنوشت وی اطلاعی در دست نیست.